# Фловила (Џорџија)
Фловила (Џорџија) (енгл. Flovilla) град је у америчкој савезној држави Џорџија. По попису становништва из 2010. у њему је живело 653 становника.

## Демографија
Према попису становништва из 2010. у граду је живело 653 становника, што је 1 (0,2%) становника више него 2000. године.
| Група             | 2000.       | 2010.       |
| Белци             | 306 (46,9%) | 322 (49,3%) |
| Афроамериканци    | 336 (51,5%) | 318 (48,7%) |
| Азијати           | 0 (0,0%)    | 2 (0,3%)    |
| Хиспаноамериканци | 10 (1,5%)   | 9 (1,4%)    |
| Укупно            | 652         | 653         |